# آرتورو رودناک
آرتورو رودناک (انگلیسی: Arturo Rodenak; ۱۴ آوریل ۱۹۳۱ – ۲۶ سپتامبر ۲۰۱۲) بازیکن فوتبال اهل آرژانتین بود. از باشگاه‌هایی که در آن بازی کرده‌است می‌توان به باشگاه فوتبال جیمناسیا لاپلاتا، باشگاه فوتبال اتلتیکو تیگره، و باشگاه ورزشی آئوداکس ایتالیانو اشاره کرد. وی همچنین در تیم ملی فوتبال زیر ۲۳ سال آرژانتین بازی کرده‌است.